# Иларион (Васдекас)
Архимандрит Иларион (греч. Αρχιμανδρίτης Ιλαρίων Βασδέκας в миру Иларио́н Никола́евич Васде́кас; 27 сентября 1878, Кастория, Османская империя — 1946 или 1949, Вена или Манчестер, Ланкашир) — священнослужитель Константинопольской православной церкви, архимандрит, богослов, церковный историк.

## Биография
Родился в 1879 году в Кастории.
Окончил Санкт-Петербургскую духовную семинарию и богословский институт Афинского университета.
В 1910 году окончил Санкт-Петербургскую духовную академию со степенью кандидата богословия. Позднее обучался в Оксфордском университете, а после его окончания, рукоположён в священный сан в Кастории и направлен для служения в Лондон.
В 1922 году, будучи клириком Фиатирской и Великобританской архиепископии Константинопольского патриархата, основал театральное общество студентов греческой школы Святой Софии в Лондоне.
В 1925 году стал преподавателем Варшавской православной духовной академии, где трудился вместе с Николаем Сергеевичем Арсеньевым.
В начале 1940-х годов был настоятелем Успенского кафедрального собора в городе Будапеште.
Скончался в 1949 году в Манчестере.